# Australia ai XV Giochi olimpici invernali
L'Australia partecipò ai XV Giochi olimpici invernali, svoltisi a Calgary, Canada, dal 13 al 28 febbraio 1988, con una delegazione di 19 atleti impegnati in sei discipline.